# بیل هیتون
بیل هیتون (انگلیسی: Bill Heaton; ۲۶ اوت ۱۹۱۸ – ۱۶ ژانویهٔ ۱۹۹۰) بازیکن فوتبال اهل بریتانیا بود.
از باشگاه‌هایی که در آن بازی کرده‌است می‌توان به باشگاه فوتبال لیدز یونایتد، باشگاه فوتبال ساوت‌همپتون، باشگاه فوتبال ویتون آلبیون، باشگاه فوتبال روچدیل، و باشگاه فوتبال استالی‌بریج سلتیک اشاره کرد.